# Pardosa shugangensis
Pardosa shugangensis este o specie de păianjeni din genul Pardosa, familia Lycosidae, descrisă de Yin, Bao și Peng, 1997. Conform Catalogue of Life specia Pardosa shugangensis nu are subspecii cunoscute.